# Brodawki nitkowate
Brodawki nitkowate – najliczniej występujący typ brodawek językowych (stanowią ok. 90% ze wszystkich brodawek na języku). Pokrywają równomiernie grzbietową część tego narządu. Wykazują powolny, ale stały wzrost. Mogą ulegać rozrostowi, jak również zanikowi. Są zaliczane do brodawek mechanicznych – czynnościowo służą do rozcierania (rozdrabniania) pokarmu.